# Фроловский электросталеплавильный завод
Фроловский сталелитейный завод или Фроловский электросталеплавильный завод — предприятие российской чёрной металлургии, градообразующее и системообразующее предприятие города Фролово Волгоградской области. Завод осуществляет производство и сбыт укороченной непрерывнолитой стальной заготовки углеродистых марок стали квадратного сечения.
По оценкам «Финам» стоимость предприятия по состоянию на 2009 год составляла 40—50 миллионов долларов США. В рейтинге журнала «Эксперт» предприятие заняло 86 место в рейтинге крупнейших компаний Южного федерального округа по объёму реализации продукции за 2009 год, среди предприятий Волгоградской области — 13 место. Объём реализации продукции составил 4564 миллиона рублей, чистая прибыль — 500 миллионов рублей.
Юридические лица: ЗАО «Фроловский электросталеплавильный завод» «Волга-ФЭСТ», ООО «ФЭСТ», ООО «Донской электрометаллургический завод» (ДЭМЗ).

## История
30 декабря 1961 года Нижневолжский совет народного хозяйства принял решение о строительстве сталелитейного завода на базе существовавшего Фроловского завода тракторных запасных частей. В 1964 году начато строительство завода, которое было завершено в 1970 году. 13 апреля 1970 года в плавильном отделении сталелитейного цеха с электропечи ЭДС-5 МТ № 5 была выдана первая плавка стали Г13Л и опробовано по технологическому режиму электропечное оборудование. В том же году налажен выпуск первой продукции — звеньев для гусеничного трактора ДТ-75, первая продукция вышла 5 июля трактора ДТ-75. В 1971 году введена вторая очередь завода. В это время завод, в основном, производил детали для сборки трактора ДТ-75 и запчасти к тракторам, а также грабли, мотыжки, рыхлители, гвозди и т. д.
Предприятие принадлежало Волгоградскому тракторному заводу.
В 90-х годах произошёл спад производства, который привёл в конце десятилетия к остановке предприятия и к его банкротству.
17 июля 2000 года было зарегистрировано ЗАО «Волга-ФЭСТ». В 2001 году часть обанкротившегося предприятия приобрели московские предприниматели, в 2003 — провели реконструкцию и запустили металлургическое производство стальной заготовки из лома чёрного металла. В 2004 году объём производства составил около 107 тысяч тонн. Численность работников — 650 человек. Мощность составляла 150 тысяч тонн продукции в год, что позволяло отнести завод к категории малых.
Летом 2007 года металлургический холдинг «Эстар» приобрёл Фроловский электросталеплавильный завод ЗАО «Волга-ФЭСТ». Но уже в 2009 году бенефициар группы «Эстар» Вадим Варшавский начал продажу своих активов. Позднее была начата процедура банкротства в отношении компании «Эстар» и ЗАО «Волга-ФЭСТ». Во второй половине 2009 года завод перешёл в управление компании «Мечел». В августе 2011 года завод был остановлен из-за падения спроса на продукцию металлургической отрасли. В 2013 году завод вернулся под контроль холдинга «Эстар».
В ноябре 2015 года была возобновлена процедура банкротства, выпуск продукции остановлен. В мае 2019 года организация была признана банкротом. При этом было сохранено производство, завод продолжил выпуск продукции.
В начале 2016 года, в результате банкротства, было образовано новое предприятие — ООО «ФЭСТ». С 14 февраля 2019 г. ООО «Фроловская ЭлектроСталь» также находилось в стадии банкротства — конкурсном производстве. С начала 2020 года завод работает под новым названием — ООО «ДЭМЗ» (Донской электрометаллургический завод).

## Производство
| Объёмы производства, тыс. тонн | Объёмы производства, тыс. тонн | Объёмы производства, тыс. тонн |
| год                            | выпуск                         | источник                       |
| ------------------------------ | ------------------------------ | ------------------------------ |
| 2004                           | 107                            | [ 8 ]                          |
| 2006                           | 196                            | [ 11 ]                         |
| 2007                           | 221                            | [ 10 ]                         |
| 2008                           | 254                            | [ 6 ]                          |
| 2009                           | 221                            | [ 24 ]                         |
| 2010                           | 269                            | [ 25 ]                         |

Выпускаемая продукция:
- Непрерывнолитая стальная заготовка квадратного сечения;
- Щебень шлаковый;
- Отходы производства (металлургическая пыль, лом цветных металлов и пр.).

После реконструкции начала 2000-х на оборудование завода состояло из дуговой сталеплавильной печи на 50 тонн (ДСП-50), трансформатор марки Tagliaferri на 30 МВА 1989 года, печь-ковш 1999 года, трансформатор на 14 МВА, трехручьевая машина непрерывного литья заготовок марки Danieli 1975 года (реконструкция 1990 года).
В 2000-х годах предприятие специализировалось на выпуске заготовок углеродистой стали марок 5СП, 3СП для последующего получения из неё на прокатных станах изделий различного профиля: проволоки, прутка, шестигранника, арматуры. Более 95 % продукции направлялось на экспорт в Нидерланды, Сирию, Иран Туркмению, Турцию, Украину, США, Узбекистан. Среднегодовой объём экспорта составлял 50 миллионов долларов США.

## Экология

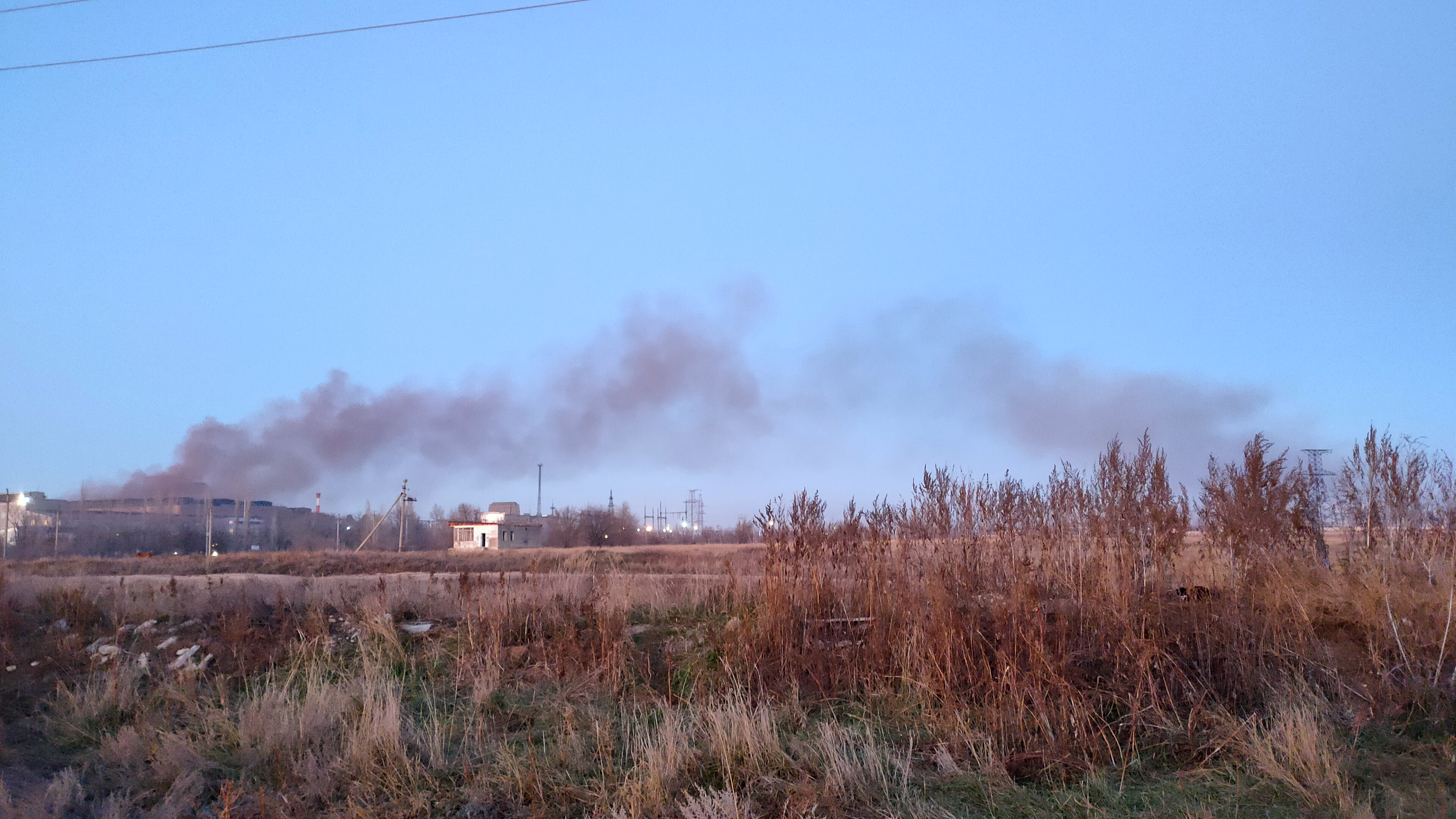
Выбросы в атмосферу. Октябрь 2021 года.

В 2005 году Ростехнадзор установил нарушения при обращении с отходами: завод сваливал шлаки III и IV классов опасности без очистки в открытый котлован на территории санитарно-защитной зоны.